# Lực lượng Không gian Hoa Kỳ
Lực lượng Không gian Hoa Kỳ (USSF) là quân chủng tác chiến không gian của Quân đội Hoa Kỳ, và là một trong tám lực lượng mặc đồng phục của quốc gia này. Được thành lập lần đầu vào ngày 1 tháng 9 năm 1982 với tư cách là Bộ chỉ huy Vũ trụ Không quân, Lực lượng Không gian được tách ra thành một quân chủng độc lập vào ngày 20 tháng 12 năm 2019 với việc ký kết Đạo luật Không gian Hoa Kỳ, một phần của Đạo luật Ủy quyền Quốc phòng Quốc gia năm 2020.
Lực lượng Không gian Hoa Kỳ được tổ chức như một quân chủng trong Bộ Không quân, một trong ba bộ quân sự thuộc Bộ Quốc phòng. Bộ trưởng Không quân, thông qua Bộ Không quân, là người đứng đầu Lực lượng Không gian. Bộ trưởng Không quân do Tổng thống bổ nhiệm và Thượng viện xác nhận, và báo cáo trực tiếp với Bộ trưởng Bộ Quốc phòng. Về mặt quy mô nhân sự, đây là lực lượng vũ trang nhỏ nhất của Mỹ chịu sự quản lý của Bộ Quốc phòng.
Chỉ huy quân sự của Lực lượng Không gian là Tư lệnh Không gian, một trong tám thành viên của Hội đồng Tham mưu trưởng Liên quân.